# Bulkvormer
Een bulkvormer of bulkvormend laxeermiddel is een medicijn tegen onder andere het prikkelbaredarmsyndroom.
Bulkvormende laxeermiddelen bevatten natuurlijke vezelproducten die de hoeveelheid ontlasting vergroten, waardoor de peristaltiek wordt gestimuleerd. Dit kan de stoelgang bevorderen. Bij het gebruik ervan moet men meer drinken, zodat de vezels goed in de darmen kunnen opzwellen.

## Voorbeelden van bulkvormers
- psylliumvezel
- methylcellulose